# Werner Heukelbach
Werner Heukelbach (* 8. Mai 1898 in Wiedenest; † 5. Februar 1968 in Gummersbach) war ein deutscher Evangelist.

## Leben
Werner Heukelbach, Sohn eines Fuhrgeschäftsbesitzers, schlug zunächst eine Laufbahn als Bahnbeamter ein. Im Ersten Weltkrieg diente er als Soldat in Frankreich, Russland und Galizien, bevor er wegen Malaria und Herzmuskelschwäche ins Lazarett eingeliefert wurde. 1919 kehrte er in seine Heimat zurück und nahm seine Tätigkeit bei der Eisenbahn wieder auf. Er heiratete eine Katholikin, mit der er vier Töchter und einen Sohn hatte.
1928 fand Heukelbach, der sich spätestens seit der Kriegszeit als Atheist verstanden hatte, durch eine Evangelisationsveranstaltung zum christlichen Glauben. Bald darauf begann er selbst missionarisch tätig zu werden, zunächst durch persönliche Gespräche und das Verteilen von Schriften, später auch durch Haus- und Saalevangelisationen. Wegen seiner Herzkrankheit wurde er bereits 1933, im Alter von 35 Jahren, pensioniert, sodass er sich von nun an ganz der evangelistischen Arbeit widmen konnte. Ab 1937 missionierte er in einem eigenen Zelt, 1938 gab er erste eigene Schriften heraus. Konfessionell zählte er sich zur Brüderbewegung, die seit 1937 als „Bund freikirchlicher Christen“ (BfC) organisiert war und seit 1919 in Wiedenest eine Bibelschule unterhielt; im Sommer 1939 übernahm der BfC Heukelbachs Zelt.
Im Zweiten Weltkrieg war Heukelbach einer der ersten Evangelisten, die Redebeschränkungen und später einem völligen Redeverbot unterworfen waren. Bis zum Ende des Krieges arbeitete er daher als Seelsorger im Diakonissen-Mutterhaus in Wehrda.
1946/47 begann Heukelbach in Wiedenest mit dem Aufbau des nach ihm benannten Missionswerkes Werner Heukelbach, das sich in den folgenden 20 Jahren mit Millionen von Kleinschriften und Zeitungsbeilagen, später auch mit Rundfunksendungen und Telefonbotschaften um die Ausbreitung des christlichen Glaubens bemühte. Mitte der 1960er Jahre war es das größte Schriftenmissionswerk Europas.
Nach dem Tod seiner ersten Frau heiratete Heukelbach 1962 die Bergneustädterin Ilse Knabe. Diese Ehe blieb kinderlos.

## Schriften (Auswahl)
- Vom Gottesleugner zum Evangelisten. Wiedenest 1945.
- Hand ans Werk. Stuttgart 1948.
- Gott hat die Fülle. Wiedenest 1954.
- Das Glück des Geborgenseins. Wiedenest 1955.
- Ruhe in Gottes Hand. Wiedenest 1955.
- Der entscheidende Schritt. Wiedenest 1955.
- Wer betet, siegt! Wiedenest 1955.
- Gott sucht Werkzeuge. Wiedenest 1956.
- Auch schwere Wege sind Segenswege. Wiedenest 1959.
- Der Siegeszug des Welterlösers. Wiedenest 1960.
- Rechne doch mehr mit Gott. Wiedenest 1962.
- Ein Blick ins Jenseits. Wiedenest 1964.
- Geführt von Gottes Hand. Wiedenest ca. 1968.